# Регнув
Реґнув (пол. Regnów) — село в Польщі, у гміні Регнув Равського повіту Лодзинського воєводства.
Населення — 336 осіб (2011).
У 1975-1998 роках село належало до Скерневицького воєводства.

## Демографія
Демографічна структура станом на 31 березня 2011 року:
|          | Загалом | Допрацездатний вік | Працездатний вік | Постпрацездатний вік |
| -------- | ------- | ------------------ | ---------------- | -------------------- |
| Чоловіки | 157     | 31                 | 108              | 18                   |
| Жінки    | 179     | 34                 | 96               | 49                   |
| Разом    | 336     | 65                 | 204              | 67                   |